# Emanuele Fergola
Emanuele Fergola (Nápoles, 20 de outubro de 1830 – Nápoles, 5 de abril de 1915) foi um astrônomo e matemático italiano, que trabalhou com análise matemática.
Filho do general do Rei de Nápoles e Sicília Gennaro Fergola (1793–1870). Lecionou análise na Academia Militar a partir de 1860 e a partir de 1890 astronomia na Universidade de Nápoles Federico II.
Recebeu o Prêmio de Matemática da Accademia dei XL de 1876. Foi membro da Accademia dei Lincei.